# Paul Breitner
Paul Breitner (Kolbermoor, Baviera, 5 de septiembre de 1951) es un exfutbolista alemán, icono de la década de los setenta. Se desempeñaba principalmente como defensa, pero también jugaba como centrocampista. Uno de los futbolistas alemanes más controvertidos, pero también considerado uno de los mejores jugadores de la historia, es ampliamente conocido por su estilo de juego y su trayectoria en el F. C. Bayern y el Real Madrid C. F., equipos con los que logró sus mayores éxitos.
Breitner fue una parte integral del equipo de Alemania Occidental que ganó la Copa del Mundo de 1974, anotando en la final. También anotó en la final de la Copa del Mundo de 1982, convirtiéndose en uno de los únicos cinco jugadores que han anotado en dos finales de la Copa del Mundo junto a Pelé, Vavá, Zinedine Zidane y Kylian Mbappé. También fue parte esencial en la conquista alemana de la Eurocopa 1972.
Años después de su retirada, en 1998, fue anunciado como nuevo entrenador del combinado nacional, sin embargo, después del poco entusiasmo por parte de los funcionarios de la federación, el presidente reconsideró su decisión 17 horas más tarde, convirtiendo a Breitner en el infame 17 Stunden Bundestrainer («entrenador de las 17 horas»). Desde entonces ejerció la presidencia del F. C. Bayern, y trabajó como comentarista y columnista, además de desempeñas varios cargos administrativos y de captación para el club bávaro.
El 14 de diciembre de 2020 fue incluido como defensa en el tercer Dream Team histórico del Balón de Oro.

## Trayectoria
Breitner comenzó a jugar al fútbol a la edad de 17 años en el SV Kolbermoor de su ciudad natal en 1968. Más tarde deslumbró en las filas del ESV Freilassing, llamando la atención del F. C. Bayern. 
La carrera futbolística de Breitner duró 13 años, desde 1970 hasta 1983, jugando principalmente para el F. C. Bayern (1970-74) y (1978-83) y el Real Madrid C. F. (1974-77), con una temporada jugando para el Braunschweiger T. S. V. Eintracht. Su éxito inicial fue como lateral derecho con libertad de movimiento, ya que era frecuente que subiera al centro del campo en busca del gol a la vez que era capaz de mantener su posición en labores defensivas. Más tarde en su carrera se trasladó al centro del campo y se convirtió en uno de los mejores mediocampistas hasta principios de la década de 1980.
El inicio de la larga y exitosa carrera de Breitner fue a los 19 años en 1970 en el F. C. Bayern. Allí fue pieza clave en la consecución de tres ligas y la primera Copa de Europa del club en 1974. Mientras se encontraba en el club, Karl-Heinz Rummenigge y el formaron un formidable golpe de uno-dos que a menudo era llamado Breitnigge. Durante su estadía en club bávaro se consagró campeón de la Eurocopa en 1972. Dos años después ganó la Copa Mundial de la FIFA de 1974 disputada en Alemania. La final se jugó en Múnich contra los Países Bajos, y Breitner anotó el primer gol alemán en un penal. En la final, él, Franz Beckenbauer y Berti Vogts formaron una unidad formidable en la parte posterior, su impecable defensa impidió que los holandeses obtuvieran muchas oportunidades de gol.
En ese mismo año, 1974, tras ganarlo todo en Alemania y tras haber logrado el Mundial de Fútbol es traspasado al club español Real Madrid C. F. donde coincidió con su compatriota Günter Netzer, convirtiéndose en uno de los jugadores más aclamados por la afición. Su actuación en el club merengue no pasó desapercibida: 2 Ligas españolas y 1 Copa del Rey se acumularon a su palmarés, su presencia resultó clave para que el conjunto blanco mejorara aún más su juego y conquistara más títulos. Curiosamente, en 1976 el club merengue cayó en semifinales de la Copa de Europa ante su antiguo club, el F. C. Bayern, siendo fuertemente silbado por sus compatriotas.
Tras un corto, pero exitoso paso por España retornó en 1977 a Alemania, para jugar una temporada en el modesto Braunschweiger T. S. V. Eintracht. Tras dejar a "Die Löwen (Los Leones)" regresa en 1978 al F. C. Bayern, donde permanecería cuatro temporadas, ya en 1983, a la edad de 31 años dejaría el fútbol profesional, culminando así una carrera envidiable. Un futbolista atípico pero elegante y eficiente, considerado uno de los mejores jugadores alemanes de la historia. 
A nivel individual Breitner destacaba por sus buenas presentaciones, apareciendo frecuentemente en las mejores plantillas, siendo parte del Equipo del Torneo de la Eurocopa 1972 y en el Equipo de las Estrellas en el Mundial de 1974. En 1981 fue escogido como el Futbolista Alemán del Año y ese mismo año terminó 2° por el Balón de Oro, siendo superado por su compatriota Karl-Heinz Rummenigge. 
En 2004 fue incluido por Pelé en la lista FIFA 100 que conmemoraba los 100 años de la FIFA y que incluía a los mejores futbolistas vivos de toda la historia del fútbol.

## Estilo de juego
Breitner era un jugador versátil, ágil y rápido, de buena resistencia física que tenía un buen juego aéreo, se podía desempeñar como defensa o como mediocampista, con presión alta, buena lectura de juego y precisión en los pases, durante su carrera convirtió un buen número de goles (teniendo en cuenta su posición), ya que poseía un fuerte remate de larga distancia.
Breitner, junto a su compañero Franz Beckenbauer, marcaron una posición en el fútbol que se definiría como líbero.

"Me consideraba uno de esos futbolistas que no se paran a pensar a quién van a tener que enfrentarse en el siguiente partido. No me preocupaba qué tenía de especial el próximo rival". Dijo Breitner en una entrevista.

"Después del penalti, comprobamos que el 1-1 tenía un gran efecto en el equipo. Fue entonces cuando me di cuenta, al igual que muchos otros, de que íbamos a ganar aquel partido ante Holanda". Dijo Breitner al preguntársele por el penalti en la final de la Copa Mundial de Fútbol de 1974.

## Selección nacional

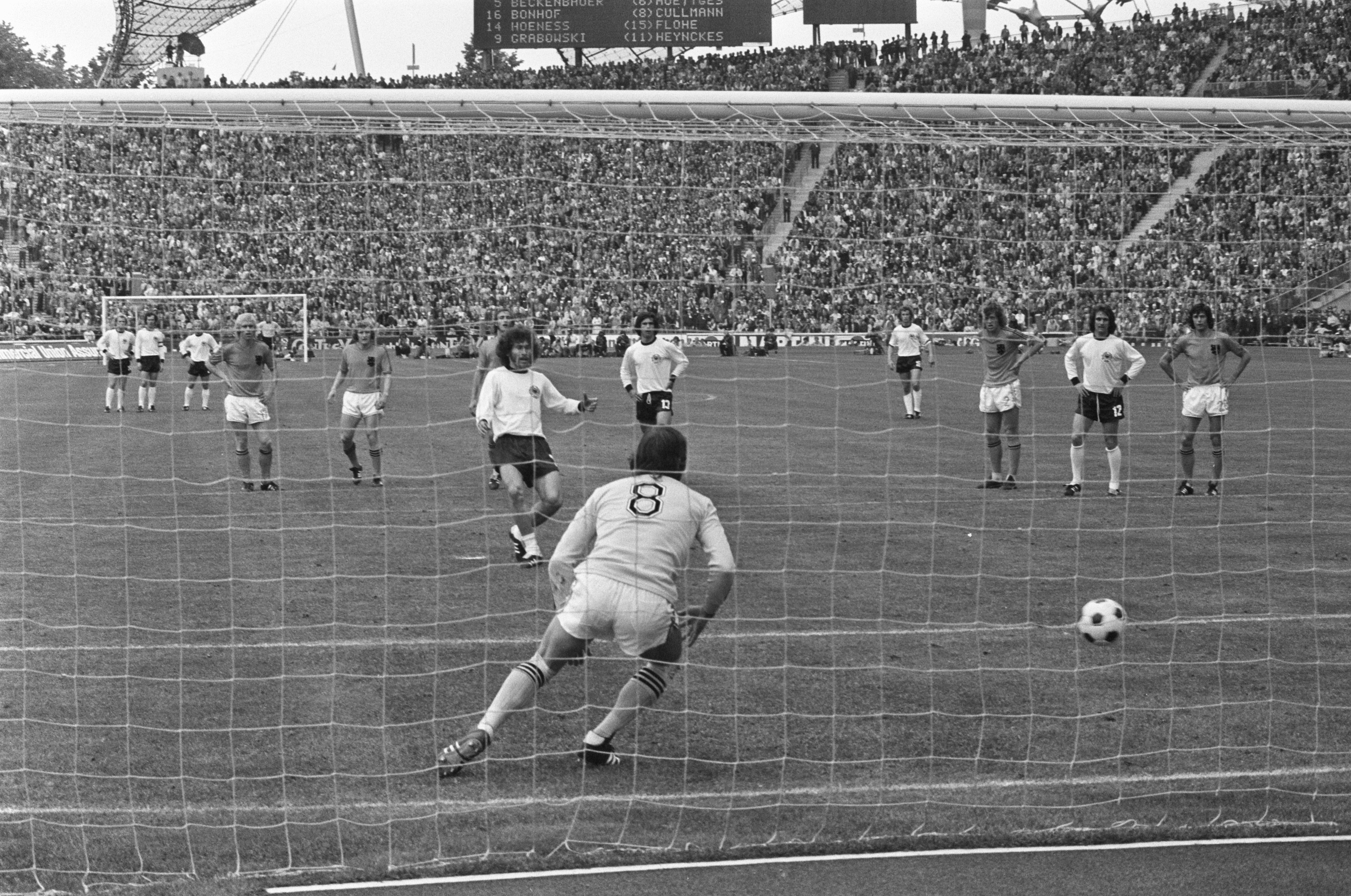
Breitner cobrando el penalti en la final de la Copa del Mundo de 1974.

Breitner fue internacional con la Selección Alemana, (por entonces Selección de fútbol de Alemania Federal) en un total de 48 ocasiones, marcando 10 goles. Jugó dos Copas del Mundo, de las cuales en 1974 fue campeón, junto con otros grandes jugadores como Franz Beckenbauer, Sepp Maier, Gerd Müller, Uli Hoeneß, Berti Vogts, Günter Netzer y otros, venciendo en la final a la Holanda de Cruyff, La Naranja Mecánica. En 1978 no integró el equipo alemán que pasó a la segunda ronda ya que optó por retirarse de la Mannschaft, aunque años después regresaría. 

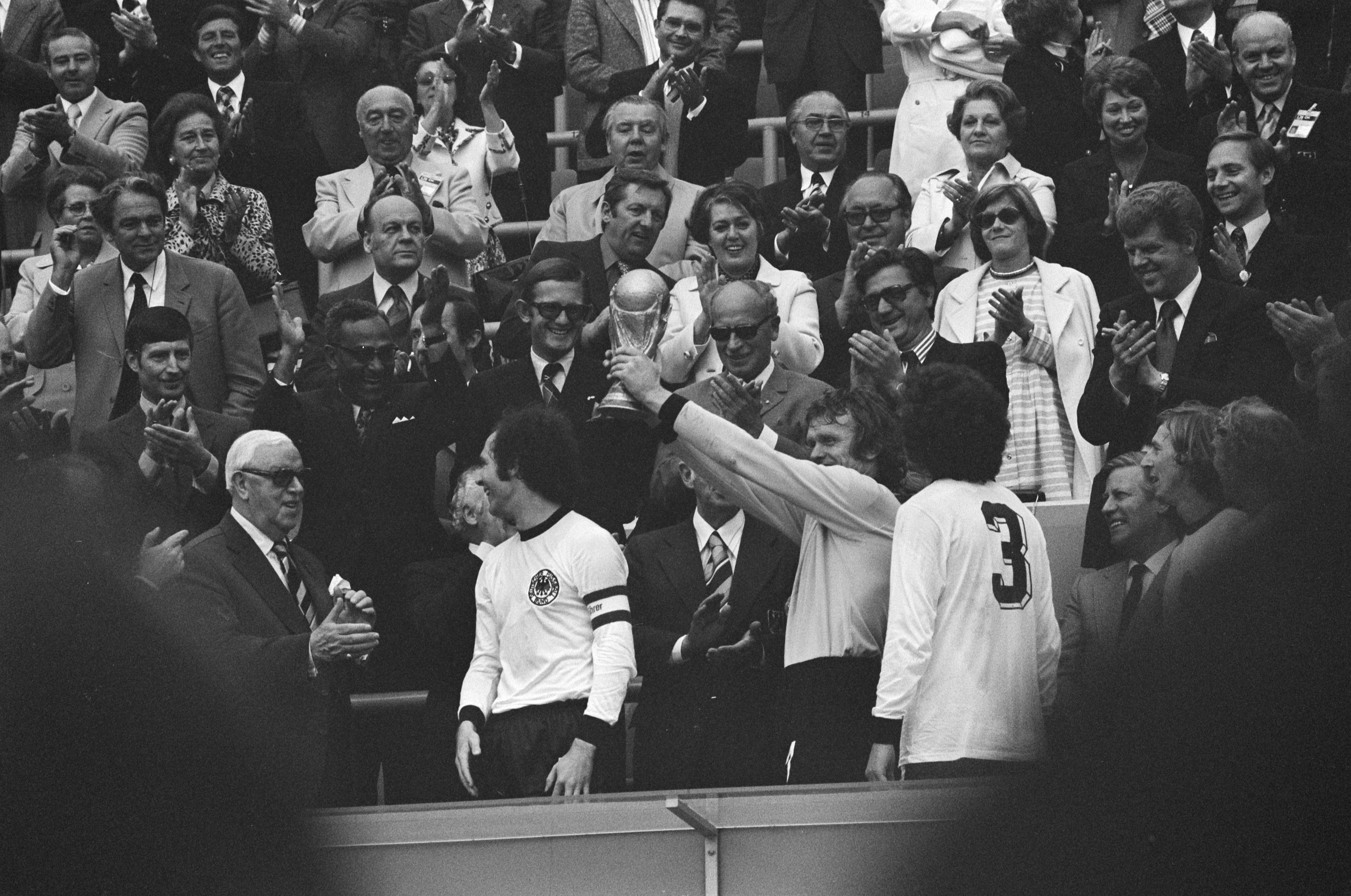
Breitner (#3) espera para levantar la copa tras consagrarse campeón.

Convencido por el entrenador Jupp Derwall vuelve a su selección en 1982, disputando la Copa Mundial de ese año, pero esta vez el equipo alemán terminaría subcampeón. En Copas del Mundo disputó un total de 14 partidos (los 7 de cada mundial que jugó) y convirtió 4 goles (3 y luego 1, respectivamente). Breitner anotó dos goles en dos diferentes partidos finales de Mundiales de Fútbol, frente a Países Bajos (de penal al minuto 25') en 1974 y frente a Italia (remate dentro del área al minuto 83') en 1982.
Finalizada la Copa Mundial de Fútbol de 1982, tras 9 años de carrera (1971-1982) se retiró definitivamente de su selección.

### Participaciones en fases finales
| Torneo              | Categoría | Resultado  | Part. | Goles |
| ------------------- | --------- | ---------- | ----- | ----- |
| Eurocopa 1972       | Absoluta  | Campeón    | 2     | -     |
| Copa del Mundo 1974 | Absoluta  | Campeón    | 7     | 3     |
| Copa del Mundo 1982 | Absoluta  | Subcampeón | 7     | 1     |

## Estadísticas

### Clubes
Actualizado a fin de carrera deportiva.
| F. C. Bayern · Alemania                      | 1.ª           | 1969-70       | –   | –   | 1  | –  | –  | –  | 1   | 0   | 0    |
| F. C. Bayern · Alemania                      | 1.ª           | 1970-71       | 21  | 2   | 5  | –  | 4  | –  | 30  | 2   | 0.07 |
| F. C. Bayern · Alemania                      | 1.ª           | 1971-72       | 30  | 4   | 6  | –  | 8  | 1  | 44  | 5   | 0.11 |
| F. C. Bayern · Alemania                      | 1.ª           | 1972-73       | 32  | 4   | 11 | 2  | 5  | –  | 48  | 6   | 0.13 |
| F. C. Bayern · Alemania                      | 1.ª           | 1973-74       | 26  | 7   | 4  | 1  | 7  | 1  | 37  | 9   | 0.24 |
| Real Madrid C. F. · España                   | 1.ª           | 1974-75       | 29  | 3   | –  | –  | 6  | –  | 35  | 3   | 0.09 |
| Real Madrid C. F. · España                   | 1.ª           | 1975-76       | 25  | 6   | –  | –  | 7  | –  | 32  | 6   | 0.19 |
| Real Madrid C. F. · España                   | 1.ª           | 1976-77       | 30  | 1   | –  | –  | 3  | –  | 33  | 1   | 0.03 |
| Real Madrid C. F. · España                   | Total club    | Total club    | 84  | 10  | 0  | 0  | 16 | 0  | 100 | 10  | 0.1  |
| Braunschweiger T. S. V. Eintracht · Alemania | 1.ª           | 1977-78       | 30  | 10  | 4  | 4  | 5  | 1  | 39  | 15  | 0.38 |
| F. C. Bayern · Alemania                      | 1.ª           | 1978-79       | 33  | 12  | 2  | 1  | –  | –  | 35  | 13  | 0.37 |
| F. C. Bayern · Alemania                      | 1.ª           | 1979-80       | 32  | 10  | 3  | 2  | 10 | 4  | 45  | 16  | 0.36 |
| F. C. Bayern · Alemania                      | 1.ª           | 1980-81       | 30  | 17  | 2  | –  | 8  | 1  | 40  | 18  | 0.45 |
| F. C. Bayern · Alemania                      | 1.ª           | 1981-82       | 29  | 18  | 6  | 5  | 7  | 5  | 42  | 28  | 0.67 |
| F. C. Bayern · Alemania                      | 1.ª           | 1982-83       | 22  | 9   | 2  | 1  | 6  | 3  | 30  | 13  | 0.43 |
| F. C. Bayern · Alemania                      | Total club    | Total club    | 255 | 83  | 42 | 12 | 55 | 15 | 342 | 106 | 0.31 |
| Total carrera                                | Total carrera | Total carrera | 369 | 103 | 46 | 16 | 76 | 16 | 491 | 135 | 0.27 |
| 1. 2. 3.                                     |               |               |     |     |    |    |    |    |     |     |      |

## Palmarés y distinciones

### Títulos nacionales
| Título           | Club              | País     | Año     |
| ---------------- | ----------------- | -------- | ------- |
| Copa de Alemania | Bayern Múnich     | Alemania | 1970-71 |
| Bundesliga       | Bayern Múnich     | Alemania | 1971-72 |
| Bundesliga       | Bayern Múnich     | Alemania | 1972-73 |
| Bundesliga       | Bayern Múnich     | Alemania | 1973-74 |
| La Liga          | Real Madrid C. F. | España   | 1974-75 |
| Copa del Rey     | Real Madrid C. F. | España   | 1974-75 |
| La Liga          | Real Madrid C. F. | España   | 1975-76 |
| Bundesliga       | Bayern Múnich     | Alemania | 1979-80 |
| Bundesliga       | Bayern Múnich     | Alemania | 1980-81 |
| Copa de Alemania | Bayern Múnich     | Alemania | 1981-82 |

### Títulos internacionales
Nota * : incluyendo la selección.
| Título                 | Equipo *              | Sede     | Año     |
| ---------------------- | --------------------- | -------- | ------- |
| Eurocopa               | Selección de Alemania | Bélgica  | 1972    |
| Copa Mundial de Fútbol | Selección de Alemania | Múnich   | 1974    |
| Copa de Europa         | Bayern Múnich         | Bruselas | 1973-74 |

### Distinciones individuales
| Distinción                                   | Año                                      |
| -------------------------------------------- | ---------------------------------------- |
| XI Ideal de la Bundesliga                    | 1972, 1973, 1979, 1980, 1981, 1982, 1983 |
| XI Ideal de la Eurocopa                      | 1972                                     |
| Equipo All-Star de la Copa Mundial de Fútbol | 1974                                     |
| Centrocampista del Año en la Bundesliga      | 1978, 1981                               |
| Futbolista Alemán del Año                    | 1981                                     |
| Balón de Plata                               | 1981(2°)                                 |
| Futbolista Europeo de la Temporada del COI   | 1981                                     |
| XI Histórico de la Copa Mundial de Fútbol    | 1994                                     |
| FIFA 100                                     | 2004                                     |
| XI Histórico del Bayern Múnich               | 2005                                     |
| Dream Team Bronce del Balón de Oro           | 2020                                     |

## Fuera de las canchas
Fuera del terreno de juego, Breitner a menudo era criticado por fanáticos más tradicionales en Alemania por su actitud «revolucionaria» y su tendencia a expresar fuertes opiniones sobre asuntos políticos y sociales, especialmente durante una época en que la República Federal de Alemania todavía estaba dividida por el Muro de Berlín. Rechazó participar en el Mundial de Argentina (por entonces bajo la dictadura militar de Videla).
Maoísta declarado, fue visto trayendo el "pequeño libro rojo" de Mao Zedong a diversos entrenamientos.
Antes de la Copa Mundial de Fútbol de 1982 en España causó un alboroto importante en Alemania cuando aceptó una oferta de una empresa de cosméticos alemana para pagarle - lo que muchos alemanes consideraban en ese momento como una "escandalosamente alta" - suma de 150,000 marcos alemanes si se afeitaba su frondosa barba, usó su fragancia y se publicitó para la compañía. Más enfureció a sus fanáticos con su movimiento posterior club español Real Madrid. Durante su etapa en el club blanco, donó 500.000 pesetas a unos obreros en huelga.